# Leicy Santos
Leicy Santos (født 16. maj 1996) er en kvindelig colombiansk fodboldspiller, der spiller midtbane for spanske Atlético Madrid i Liga F og Colombias kvindefodboldlandshold. I 2020 skiftede hun første gang til spansk fodbold for storklubben Atlético Madrid Femenino, med hvem hun stadig spiller for.
Hun blev i juni 2023 udtaget til den officielle colombiansk trup frem mod VM i fodbold 2023 i Australien/New Zealand. Hun deltog også under VM i fodbold 2015 i Canada og var også med til at vinde sølv ved Copa América Femenina i 2014.